# Коріят Гедимінович
Коріят-Михайло Гедимінович (1300 — приблизно 1365) — литовський князь із династії Гедиміновичів, засновник однієї з гілок роду — князів Коріятовичів. Князь Новогрудський. Відомий як учасник литовсько-польської боротьби за Галичину і Волинь.
В 1349 році великий князь литовський і брат Коріята, Ольгерд відправив його разом із двома іншими князями, Ейкшисом з Ейшишек і Симеоном із Свіслочи, до золотоординського хана Джанібека. Посли повинні були домовитися з татарами про союз проти Тевтонського ордена та посилення Москви. Проте Джанібек видав Коріята московському князю Симеону Гордому за викуп.

## Нащадки Коріята
Щодо кількості синів Михайла-Коріята висловлювали різні версії, здебільшого польські історики, які найдокладніше досліджували цей родовід. Писемні джерела більш-менш певно називають Юрія, Олександра, Костянтина, Федора і Василя. Й. Вольф додав до них Лева, а Ю. Пузина — ще чотирьох: Семена Свислочського, Айкшу, Дмитра, якого небезпідставно ототожнив з відомим московським воєводою Дмитром Боброком-Волинським, і Гліба (Лева). О.Халецький зарахував до Коріятовичів також Бориса. Згідно з новітніми висновками Я. Тенговського, Коріят мав 7 синів і одну доньку — Анастасію, видану заміж бл. 1370 за молдовського господаря Романа I.
- Юрій — князь подільський (1345/1363 — 1374), господар Молдовського князівства,
- Дмитро,
- Олександр — князь володимирський (1366—1370), подільський (1370—1380/82),
- Борис — князь подільський (1375 — після 1386),
- Костянтин — князь подільський (бл. 1382 — бл. 1390),
- Федір — останній володар Подільського князівства (1388—1394), дружина — Ольга,
- Василь
- Анастасія, бл. 1370 року стала дружиною молдовського господаря Романа I Мушата.